# Raúl Alcalá
Raúl Alcalá Gallegos, född 3 mars 1964 i Monterrey, Nuevo León, är en mexikansk före detta professionell tävlingscyklist.

## Karriär
Raúl Alcalá blev professionell 1985 med det mexikanska stallet Denti-Valtron. 1986 bytte han stall till amerikanska 7-Eleven och fick som förste mexikanske cyklist någonsin delta i Tour de France. Året efter, 1987, slutade Alcalá på nionde plats i sammandraget i Tour de France och vann den vita ledartröjan som bäste cyklist under 25 år.
Under 1989 och 1990 års upplagor av Tour de France slutade Alcalá på åttonde plats i sammandraget och vann två etapper. 1991 och 1992 slutade Alcalá på sjunde respektive åttonde plats i sammandraget i Vuelta a España. 1992 vann han även endagsklassikern Clásica de San Sebastián.
2010 vann Alcalá nationsmästerskapens tempolopp, 46 år gammal.

## Meriter
Tour de France
 Ungdomstävlingen – 1987
2 etapper
 Vuelta y Ruta de Mexico – 1989, 1990, 1994
Vuelta a Asturias – 1990
Clásica de San Sebastián – 1992
Tour DuPont – 1993
 Nationsmästerskapens tempolopp – 2010

### Resultat i Grand Tours
| Grand Tour      | 1986 | 1987 | 1988 | 1989 | 1990 | 1991 | 1992 | 1993 | 1994 |
| --------------- | ---- | ---- | ---- | ---- | ---- | ---- | ---- | ---- | ---- |
| Giro d'Italia   | –    | –    | 14   | –    | –    | –    | –    | –    | X    |
| Tour de France  | 114  | 9    | 20   | 8    | 8    | X    | 21   | 27   | 70   |
| Vuelta a España | –    | –    | –    | –    | –    | 7    | 8    | –    | –    |

X = Bröt loppet

## Stall
- Denti-Valtron 1985
- 7-Eleven 1986–1988
- PDM-Concorde 1989–1992
- WordPerfect 1993
- Motorola 1994
- Team GT 1998